# Radiació relativista

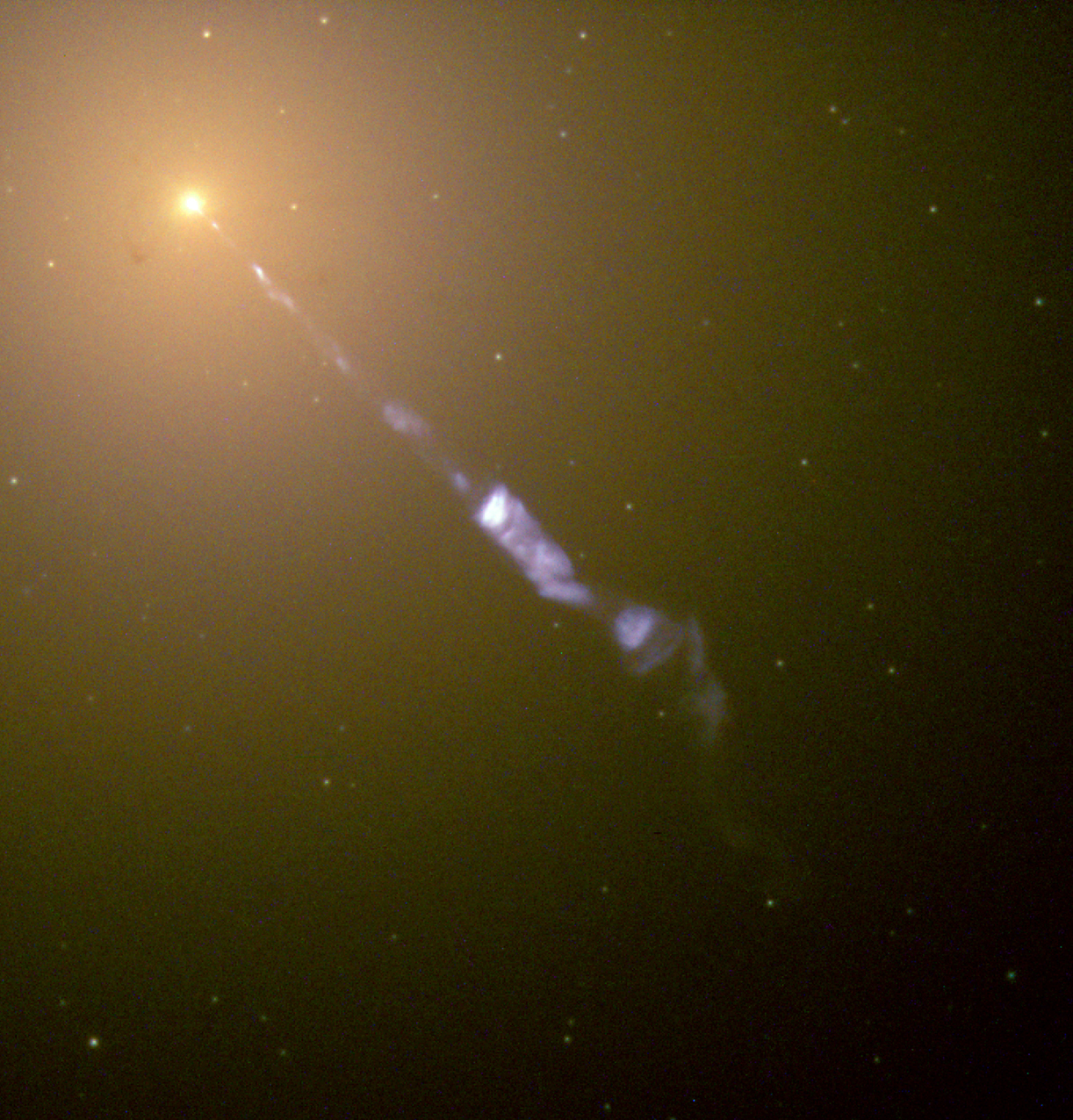
Només un únic jet és visible a M87

En física, la radiació relativista de la llum (també conegut com a efecte Doppler, amplificació Doppler o efecte far) és el procés pel qual els efectes relativistes modifiquen la lluminositat aparent de la matèria emissora que es mou a velocitats properes a la velocitat de la llum En un context astronòmic, la irradiació relativista es produeix habitualment en dos dolls de plasma relativistes de direcció oposada que s'originen a partir d'un objecte compacte central que està acrecionant matèria. Els objectes compactes en acreció i els dolls relativistes s'invoquen per explicar els binaris de raigs X, els esclats de raigs gamma i, a una escala molt més gran, els nuclis galàctics actius (AGN) (dels quals els quàsars són una varietat particular).

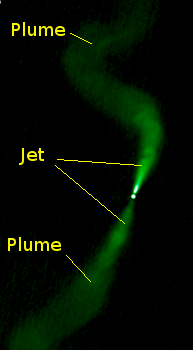
Dos dolls són visibles a 3C 31

La irradiació afecta la brillantor aparent d'un objecte en moviment. Considereu un núvol de gas que es mou en relació amb l'observador i emet radiació electromagnètica. Si el gas es mou cap a l'observador, serà més brillant que si estigués en repòs, però si el gas s'allunya, apareixerà més tènue. La magnitud de l'efecte s'il·lustra amb els dolls AGN de les galàxies M87 i 3C 31 (vegeu les imatges de la dreta). M87 té dos dolls bessons dirigits gairebé directament cap a la Terra i en direcció contrària; el doll que es mou cap a la Terra és clarament visible (la característica blavosa llarga i prima de la imatge superior a la dreta), mentre que l'altre doll és tan feble que no és visible. A 3C 31, els dos dolls (etiquetats a la figura inferior de la dreta) estan aproximadament en angle recte amb la nostra línia de visió i, per tant, tots dos són visibles. El doll superior apunta lleugerament més en direcció a la Terra i, per tant, és més brillant.
Relativament, els objectes en moviment s'emeten a causa d'una varietat d'efectes físics. L'aberració lumínica fa que la majoria dels fotons s'emetin al llarg de la direcció de moviment de l'objecte. L'efecte Doppler canvia l'energia dels fotons desplaçant-los cap al vermell o el blau. Finalment, els intervals de temps mesurats pels rellotges que es mouen al costat de l'objecte emissor són diferents dels mesurats per un observador a la Terra a causa dels efectes de la dilatació del temps i del temps d'arribada dels fotons. La manera com tots aquests efectes modifiquen la brillantor, o lluminositat aparent, d'un objecte en moviment es determina per l'equació que descriu l'efecte Doppler relativista (per això el beaming relativista també es coneix com a beaming Doppler).

## Un model de reacció simple
El model més simple d'un jet és aquell en què una única esfera homogènia viatja cap a la Terra gairebé a la velocitat de la llum. Aquest model simple també és poc realista, però il·lustra el procés físic de la radiotransmissió.

### Espectre de sincrotró i índex espectral
Els dolls relativistes emeten la major part de la seva energia per emissió de sincrotró En el nostre model simple, l'esfera conté electrons altament relativistes i un camp magnètic estacionari. Els electrons dins de la gota viatgen a velocitats una petita fracció per sota de la velocitat de la llum i són assotats pel camp magnètic. Cada canvi de direcció d'un electró va acompanyat de l'alliberament d'energia en forma de fotó. Amb prou electrons i un camp magnètic prou potent, l'esfera relativista pot emetre un gran nombre de fotons, que van des de freqüències de ràdio relativament febles fins a potents fotons de raigs X.
Les característiques d'un espectre de sincrotró simple inclouen que, a baixes freqüències, l'esfera del jet és opaca i la seva lluminositat augmenta amb la freqüència fins que arriba al seu màxim i comença a disminuir. Aquesta freqüència màxima es produeix a {\displaystyle \log \nu =3} A freqüències superiors a aquesta, l'esfera del jet és transparent. La lluminositat disminueix amb la freqüència fins que s'arriba a una freqüència de ruptura, després de la qual disminueix més ràpidament. La freqüència de ruptura es produeix quan {\displaystyle \log \nu =7} La freqüència de ruptura brusca es produeix perquè a freqüències molt altes, els electrons que emeten els fotons perden la major part de la seva energia ràpidament. Una disminució brusca del nombre d'electrons d'alta energia significa una disminució brusca de l'espectre.
Els canvis de pendent en l'espectre de sincrotró es parametritzen amb un índex espectral L'índex espectral, α, sobre un rang de freqüències determinat és simplement el pendent d'un diagrama de {\displaystyle \log S} contra {\displaystyle \log \nu } (Per descomptat, perquè α tingui un significat real, l'espectre ha de ser gairebé una línia recta a través del rang en qüestió.)

### Equació de transmissió
En el model simple de doll d'una sola esfera homogènia, la lluminositat observada està relacionada amb la lluminositat intrínseca com
{\displaystyle S_{o}=S_{e}D^{p}\,,}on
{\displaystyle p=3-\alpha \,.}
Per tant, la lluminositat observada depèn de la velocitat del jet i de l'angle respecte a la línia de visió a través del factor Doppler, {\displaystyle D}, i també sobre les propietats dins del doll, tal com es mostra per l'exponent amb l'índex espectral.
L'equació de la radiació es pot desglossar en una sèrie de tres efectes:
- Aberració relativista
- Dilatació del temps
- Desplaçament cap al blau o cap al vermell

L'aberració és el canvi en la direcció aparent d'un objecte causat pel moviment transversal relatiu de l'observador. En sistemes inercials és igual i oposat a la correcció del temps de llum
En la vida quotidiana, l'aberració és un fenomen ben conegut. Imagineu-vos una persona que està dreta sota la pluja un dia que no hi ha vent. Si la persona està quieta, les gotes de pluja seguiran un camí recte fins a terra. No obstant això, si la persona es mou, per exemple en un cotxe, semblarà que la pluja s'acosta en angle. Aquest aparent canvi en la direcció de les gotes de pluja que cauen és una aberració.

## Terminologia
radiant, radiant
termes més curts per a "iluminació relativista"
beta
la relació entre la velocitat del jet i la velocitat de la llum, de vegades anomenada "beta relativista"
nucli
regió d'una galàxia al voltant del forat negre central
contrareactor
el raig a l'altre costat d'una font orientada a prop de la línia de visió pot ser molt feble i difícil d'observar
factor Doppler
una expressió matemàtica que mesura la força (o debilitat) dels efectes relativistes en l'AGN, incloent-hi la radiació, basant-se en la velocitat del jet i el seu angle respecte a la línia de visió amb la Terra.
espectre pla
un terme per a un espectre no tèrmic que emet molta energia a les freqüències més altes en comparació amb les freqüències més baixes
lluminositat intrínseca
la lluminositat del jet en el marc de repòs del jet
jet (sovint anomenat ' jet relativista ')
un corrent de plasma d'alta velocitat (propera a c) que emana de la direcció polar d'un AGN
lluminositat observada
la lluminositat del jet en el marc de repòs de la Terra
índex espectral
una mesura de com un espectre no tèrmic canvia amb la freqüència. Com més petit sigui α, més significativa és l'energia a freqüències més altes. Normalment, α es troba en el rang de 0 a 2.
espectre pronunciat
un terme per a un espectre no tèrmic que emet poca energia a les freqüències més altes en comparació amb les freqüències més baixes